# Here We Go Again (canción)
«Here We Go Again» —en español: «Aquí vamos de nuevo»— es una canción interpretada por Demi Lovato, incluida en su segundo álbum de estudio homónimo de 2009. Fue compuesta por Lindy Robbins, Mher Filian e Isaac Hasson y producida por estos dos últimos, bajo el seudónimo de SuperSpy. Es una canción de los géneros power pop y pop rock, que habla sobre una relación amorosa inestable. Radio Disney la estrenó el 17 de junio de 2009, y Hollywood Records la lanzó como el primer sencillo del disco el 23 de junio del mismo año.
Tuvo una recepción comercial desigual en Norteamérica y Oceanía. En los Estados Unidos, alcanzó la posición quince en el Billboard Hot 100, en Nueva Zelanda llegó al número treinta y ocho en la lista RIANZ Top 40 y en Canadá se posicionó en el número sesenta y uno del Canadian Hot 100. Por otro lado, obtuvo comentarios positivos por parte de algunos críticos, que la compararon con «Since U Been Gone» de Kelly Clarkson. Como parte de su promoción, Lovato estrenó un videoclip en Disney Channel el 26 de junio de 2009 dirigido por  The Malloys.
La canción apareció en los álbumes recopilatorios Radio Disney Jams, Pop Hits 2010: Pop It Rock It 2: It's On, It's Teen Disney y en Yeah! Präsentiert Hollywood Star Clique. También fue incluida con «Remember December» en el videojuego para PlayStation 3 y Wii titulado Disney Sing It: Party Hits y en el pack descargable Band Hero 1 Track del videojuego Guitar Hero 5.

## Antecedentes y lanzamiento
A principios del 2009, Lovato empezó a trabajar en su segundo trabajo discográfico.
«Here We Go Again» es una canción compuesta por Mher Filian, Isaac Hasson y Lindy Robbins y producida por los dos primeros bajo el seudónimo de SuperSpy. La cantante la grabó en tres estudios de California: SuperSpy Studios, en Los Ángeles, Resonate Studios, en Burbank, y The Jungle Room, en Glendale. También realizó una grabación adicional en Safe House Studios en Greensboro, Carolina del Norte. En cuanto a su instrumentación, Robbins colaboró en los coros, mientras que Hasson y Filian estuvieron a cargo de la programación, guitarras, sintetizadores y teclados. Por su parte, Dorian Crozier y Kenny Johnson tocaron la batería y el bajo, respectivamente.
Radio Disney la estrenó el 17 de junio de 2009 en el programa Planet Premiere y Hollywood Records la lanzó digitalmente como el primer sencillo de Here We Go Again, el 23 de junio del mismo año en los Estados Unidos y el 14 de julio en iTunes de Australia, Nueva Zelanda y Brasil. Sin embargo, la compañía discográfica no la publicó en Reino Unido, ya que prefirió lanzar a «Remember December» como el primer sencillo del disco en ese país en 2010.

## Composición

«Here We Go Again» está compuesta en la tonalidad fa mayor.

«Here We Go Again» es una canción power pop y pop rock de ritmo rápido, que contiene líneas de guitarra y hooks pop. Algunos críticos la compararon con la música de Kelly Clarkson, particularmente con «Since U Been Gone». De acuerdo con la partitura publicada por Kobalt Music Publishing en Musicnotes.com, la canción está escrita en el compás de 4/4, con un tempo moderado de 144 pulsaciones por minuto y con una tonalidad de fa mayor, dentro del registro vocal de la intérprete, que se extiende desde la nota fa♯3 hasta la la♯5.
Acerca del significado de «Here We Go Again», Lovato dijo que: «Trata sobre, básicamente, [cuando] estás en una relación donde rompes y haces las paces, y [luego] rompes y eso es como "aquí vamos de nuevo", simplemente seguimos haciendo esto una y otra vez».
Algunos críticos tuvieron opiniones similares sobre su mensaje. Sthepanie Brusseze de Common Sense Media señaló que en los versos «Solo escuchas la mitad de lo que digo, y siempre estás llegando tarde, y sé que debo decir adiós, pero es inútil, no puedo estar contigo o sin ti», la cantante explica cómo no puede dejar a un chico que no le hace bien. Amanda Bolden-Weaver dijo que «Here We Go Again» trata sobre el dolor de seguir enamorada de alguien después de que la relación ha terminado. Adam R. Holz de Plugged In afirmó que Lovato habla sobre la relación amorosa inestable que lleva con un chico indeciso.

## Comentarios de la crítica

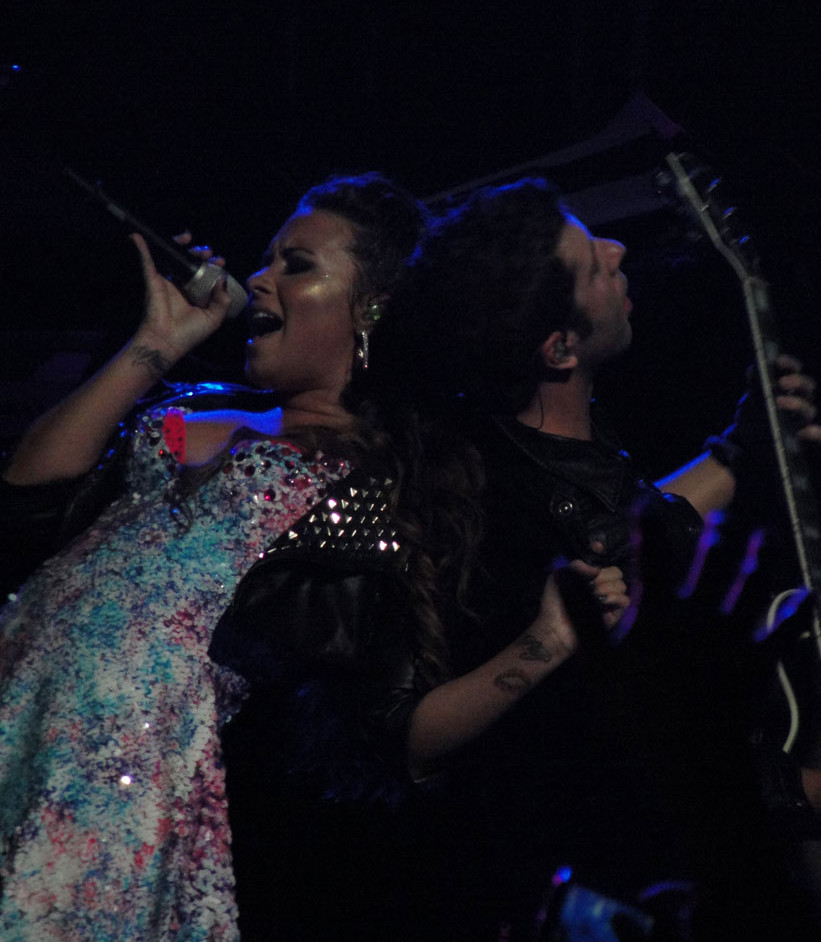
Demi interpretando la canción en su gira An Evening with Demi Lovato.

«Here We Go Again» recibió en general comentarios positivos por parte de los críticos. El sitio web Disney Dreaming la consideró como «poderosa y de compás alegre». Bill Lamb de About.com la llamó «[una canción] de pop rock poderosa» y Stephen Thomas Erlewine de Allmusic señaló que «está idealmente adaptada a [la imagen] adolescente de Lovato». Kerri Mason de Billboard la calificó como «un éxito potencial» e indicó que la cantante «suena como una hermana menor de Kelly Clarkson». Por su parte, Ed Masley de The Arizona Republic comentó que «la intérprete...le sacó el jugo a su impresionante registro vocal». Amanda Bolden-Weaver de The Celebrity Cafe la describió como «ligera y alegre, llena de pegadizos riffs de guitarra». Althea Legaspi de Chicago Tribune dijo que era «emblemática» y «pegadiza» y Alizee Serena de RyanSeascrest.com señaló que «tiene un mensaje inspirador sobre el amor y las relaciones sentimentales».
No obstante, otros periodistas no fueron tan positivos con la canción: en este sentido, Shaun Kitchener de Trash Lounge afirmó que «con "Here We Go Again", Lovato no logra despegarse de su imagen de Disney», aunque comentó que «es [lo] bastante buena como para escucharla por segunda vez». Jeff Miers, editor de The Buffalo News, la describió como «prudente y predecible, pero increíblemente pegadiza». Sin embargo, Joey Guerra de The Houston Chronicle dijo que «"Here We Go Again" no es tan llamativa como los anteriores sencillos [de Lovato]».

## Recepción comercial
Debido a que Hollywood Records no la publicó en la radio, «Here We Go Again» logró entrar a algunos rankings gracias a las descargas digitales. Tras su lanzamiento, apareció en la posición número 51 en la lista estadounidense Billboard Hot 100. En su cuarta semana, subió desde el puesto 66 al 24, tras vender 88 000 copias. El 8 de agosto de 2009, alcanzó la posición 15, con lo que se convirtió en el segundo top 20 de la cantante, detrás de «This Is Me». Además, fue la tercera canción más reproducida en Radio Disney de Estados Unidos en 2009. En marzo de 2014, la Recording Industry Association of America (RIAA) certificó a «Here We Go Again» con un disco de platino, por sus ventas y por el streaming que recibió. Para octubre de 2017, el sencillo había vendido 880 000 copias digitales en el territorio. En Canadá, alcanzó la posición número 64 en el Canadian Hot 100 y la 33 en el Hot Canadian Digital Songs.
En Nueva Zelanda, ocupó la posición 38 del RIANZ Top 40 en la edición del 24 de agosto de 2009, con lo que se convirtió en el primer sencillo de Lovato que logra entrar al ranking. Sin embargo, solo permaneció una semana. En Australia, llegó al puesto número 12 del ARIA Hitseekers Singles, ranking de las canciones más populares de artistas que no han logrado entrar al top 50 del ARIA Top 100 Singles.

## Promoción

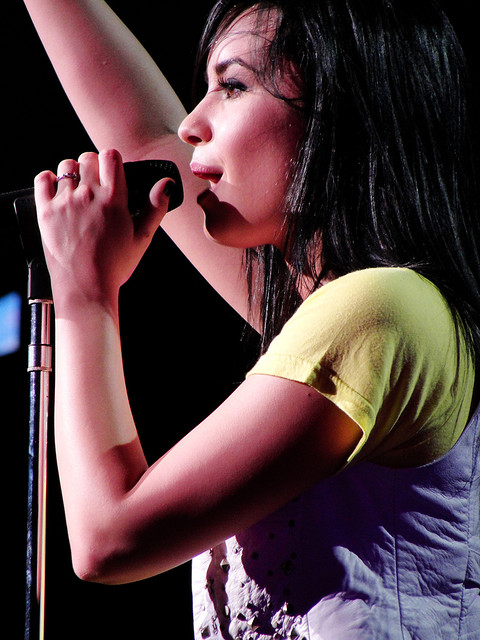
Lovato interpretando «Here We Go Again» en su gira Summer Tour 2009.

### Vídeo musical
The Malloys dirigió el video musical de «Here We Go Again», que se grabó el 8 de junio de 2009, en Los Ángeles, California. A través de su cuenta de Myspace, Lovato anunció que daría la oportunidad a algunos de sus seguidores para aparecer como extras en el videoclip. Algunos requisitos eran ser mayor de quince años y enviar por correo electrónico algunos datos personales. Disney Channel lo estrenó el 26 de junio y Hollywood Records lo publicó en iTunes Store al día siguiente. En el videoclip, Lovato aparece con un vestido y una chaqueta de cuero y con joyas de la marca Swarovski.
Comienza con la artista en un camerino, donde se pelea con su novio en una llamada telefónica. A continuación, ella rompe una foto suya e ignora varias de sus llamadas telefónicas para dirigirse a cantar en un escenario. El chico mira la presentación junto a otros fanáticos de la artista. Cuando ella regresa al camerino, lo encuentra con una rosa, y le coloca la mano en su hombro.

### Interpretaciones en vivo
Demi Lovato interpretó «Here We Go Again» en varias ocasiones como parte de su promoción y la del álbum homónimo. La presentó en el programa The Tonight Show con Conan O'Brien el 17 de julio de 2009. El 23 de ese mismo mes, la cantó en los programas Good Morning America, The View y Late Night with Jimmy Fallon. Además, la incluyó en el repertorio habitual de su primera gira, Summer Tour 2009, así como en su segundo tour South American tour, un año más tarde. Además, la presentó en Jonas Brothers Live in Concert World Tour 2010, junto con otras canciones de sus álbumes Don't Forget y Here We Go Again: «Get Back», «Catch Me», «Don't Forget», «Got Dynamite», «Remember December» y «La La Land». En septiembre de 2011, la incluyó en su minigira An Evening with Demi Lovato.
A partir de noviembre de ese año, cantó el tema en la gira A Special Night with Demi Lovato, como parte de un popurrí entre «Get Back» y «La La Land». En 2012, la incluyó en el Summer Tour 2012.

## Posicionamiento en listas

### Semanales
| País           | Lista                       | Mejor posición |
| -------------- | --------------------------- | -------------- |
| Australia      | Australian Hitseekers chart | 12             |
| Brasil         | ABPD                        | 20             |
| Canadá         | Canadian Hot 100            | 61             |
| Canadá         | Hot Canadian Digital Songs  | 33             |
| Estados Unidos | Billboard Hot 100           | 15             |
| Estados Unidos | Digital Songs               | 6              |
| Estados Unidos | Hot Digital Tracks          | 5              |
| Nueva Zelanda  | RIANZ Top 40                | 38             |

### Certificaciones
| País           | Organismo Certificador | Ventas Certificadas | Certificación | Simbolización | Ref.   |
| -------------- | ---------------------- | ------------------- | ------------- | ------------- | ------ |
| Estados Unidos | RIAA                   | 862 000             | Platino       | ▲             | [ 44 ] |

## Historial de lanzamientos
| País           | Fecha de lanzamiento | Formato          | Ref.   |
| -------------- | -------------------- | ---------------- | ------ |
| Estados Unidos | 23 de junio de 2009  | Descarga digital | [ 1 ]  |
| Brasil         | 14 de julio de 2009  | Descarga digital | [ 26 ] |
| Australia      | 14 de julio de 2009  | Descarga digital | [ 24 ] |
| Nueva Zelanda  | 14 de julio de 2009  | Descarga digital | [ 25 ] |

## Créditos y personal
- Voz — Demi Lovato
- Composición — Mher Filian, Isaac Hasson y Lindy Robbins
- Producción — Superspy
- Programación — Mher Filian e Isaac Hasson
- Ingeniería — SuperSpy, Simon Sampath-Kumar, Dorian Crozier y Jason Coons
- Coros — Lindy Robbins
- Mezcla — Chris Lord-Alge
- Batería — Dorian Crozier
- Bajo — Kenny Johnson
- Guitarras y sintetizadores — Isaac Hasson
- Teclados — Mher Filian

Fuente: notas de Here We Go Again